# Agrias semihades
Agrias semihades är en fjärilsart som beskrevs av Peter William Michael 1930. Agrias semihades ingår i släktet Agrias och familjen praktfjärilar. Inga underarter finns listade i Catalogue of Life.